# Cagli
Cagli est une commune de la province de Pesaro et Urbino dans les Marches en Italie.

## Géographie
Cagli est située sur les flancs du Mont Petrano à 30 km au sud d'Urbino.

## Histoire
Les origines de Cagli remontent au IVe siècle av. J.-C. sous le nom de Cale Umbra. La cité fut contrôlée successivement par les Romains et les Byzantins. Au XIIe siècle, elle devient une cité libre. Elle dut subir des destructions à la suite du conflit ayant opposé les Guelfes et les Gibelins. Reconstruite en 1289, elle fut incorporée au duché d'Urbino, puis fut placée sous la domination des Della Rovere. Son destin est ensuite lié à celui des États pontificaux et c'est en 1860 qu'elle fut annexée au royaume d'Italie.

## Aperçu historique
Cagli est une ville fortifiée d’une apparente austérité avec des monuments qui se dressent sévères et compacts, comme pour répondre à la leçon rigoureuse de Saint Pierre Damiani : le prieur de l’Abbaye voisine de Fonte Avellana au XIe siècle a marqué l’architecture importante comme une superbia oculorum. 
Depuis les manufactures monumentales et les places qui rythment les espaces urbains le regard est attiré par les Apennins verdoyants : admirables coulisses de tout paysage  qui en automne, avec des tonalités du jaune au rouge, deviennent protagonistes du feuillage.

Cagli, qui au cours du VIe siècle constituait une des références de la Pentapole byzantine, est mentionnée de nombreuses fois dans les itinéraires de l’époque romaine. Au IVe siècle Servio Onorato, en commentant l'Énéide de Virgile, éclaircissait en outre la possible équivoque en affirmant « Cales civitatis [l'odierna Calvi] est Campaniae, nam in Flaminia est, quae Cale (Cagli précisément) dicitur ». 
Constituée dès le XIIe siècle, la Commune libre de Cagli soumet très vite plus de 52 châteaux dénichant la noblesse rurale et affrontant la politique féodale des abbés. Son expansion détermina les frontières de la juridiction du diocèse de Cagli qui avec Gratien (IVe siècle) compte son premier évêque. 
En partie détruite par un incendie, provoqué par les Gibelins en 1287, la ville est transférée, depuis les ramification du mont Petrano, et entièrement reconstruite sur le plateau, englobant le bourg préexistant. Pour la refondation, sous l’aile protectrice de Niccolò IV, on utilise en 1289 le projet urbaniste à axes orthogonaux d'Arnolfo di Cambio. Le tissu urbain aurait inspiré Léon Baptiste Alberti pour tracer le dessin de la Cité idéale. À ce sujet certains éléments se trouvent sur la célèbre toile attribuée à Laurana (proche collaborateur d’Alberti) dont l’un d’eux, sur le fond, coïnciderait avec le haut plateau constitué par le Mont Petrano. 
Il ne s'agit pas là de simples coïncidences existant entre la Cité idéale et Cagli : une cité pour laquelle les Montefeltro manifestèrent pendant longtemps une attention particulière. D'autre part, écrit Franceschini, l'État des Montefeltro à sa naissance sur les territoires de l'Église est « un État régional, expression de la famille princière et des cités d'Urbino et de Cagli et de leurs campagnes ». En effet « lors de l'alliance de février 1376 les cités d'Urbino et de Cagli participèrent au pacte avec le Seigneur sur un pied d’égalité ».  
Malgré le coup d'arrêt dû à l'incendie de 1287, Cagli redevint vite un centre florissant. En effet sur un registre de paiement des taxes à l'Église de 1312, soumis à la révision à la suite de la forte baisse démographique à cause des famines, Cagli était composée d'environ 7 200 habitants. D'autre part, peu de temps après, dans les Constitutiones Aegidianae de 1357, Cagli figure parmi les neuf cités magnae de la Marche (avec pour la Province d'aujourd’hui, les villes de Pesaro, Fano et Fossombrone). 
Ce furent surtout les manufactures, en particulier celles qui travaillaient les vêtements de laine (et plus tard également la soie) et les tanneries, qui, s'étant développées considérablement sous les ducs d'Urbino soutinrent le développement économique de la ville.
La dévolution du duché d'Urbino à l'État Pontifical, de 1631, soumet Cagli à la même politique économique dictée pour les Marches: en premier l'agriculture céréalière. Les bas rendements dans les zones des Apennins auraient comporté un recul économique inexorable.  
La ville, lentement, sort des nouveaux parcours de l'histoire de l’art. Le patrimoine historique et artistique consistant, qui avait été défiguré par le violent tremblement de terre de 1781, subit les nombreux « pillages » napoléoniens.
L'unité d'Italie enflamme les esprits anticléricaux. La construction de la ligne ferroviaire Fano-Fabriano-Rome, la construction du nouveau Théâtre Communal et les nouveaux espaces publics donnent consistance à la vision progressiste. À côté de cela s’ouvre le chapitre des dépouillements des confréries et des monastères confisqués.
Les vicissitudes de la cité de Cagli sont désormais diluées dans le vaste tableau de l'histoire nationale. La destruction de la ligne ferroviaire opérée par l'armée nazie en 1944 et la perte de son rôle de grande artère de liaison de la route consulaire Flaminia marquent pour Cagli et les vallées environnantes une longue période de déclin qui s’arrête et change de direction, enfin, lors de la dernière partie du second Millénaire.

## Monuments
Principaux monuments du centre historique
- Basilique Cathédrale
- Donjon et Centre de sculpture
- Église et couvent des Pères Capucins
- Église Saint-André
- Église Saint-Ange mineur
- Église Saint-Bartholomée
- Église Sainte-Claire
- Église Sainte-Croix
- Église Saint-Dominique
- Église Saint-François
- Église Saint-Geronzio
- Église Saint-Joseph
- Église Sainte-Marie de la Miséricorde
- Église Saint-Niccolò
- Église Saint-Philippe
- Église Saint-Pierre
- Maison Gothique
- Musée archéologique et de la Route consulaire Flaminia
- Musée du Palais Tiranni-Castracane
- Palais Benamati-Lapis
- Palais Berardi Mochi-Zamperoli et Pôle Culturel
- Palais Boni
- Palais épiscopal
- Palais Felici
- Palais Garulli
- Palais Luperti-Passionei
- Palais Luzi
- Palais Luzi-Rigi-Luperti
- Palais Marcelli-Materozzi-Brancaleoni
- Palais Preziosi-Brancaleoni
- Palais Public
- Palais du Séminaire
- Palais Tiranni-Carpegna
- Palais Tiranni-Castracane
- Palais Ugolinucci Mochi-Onori
- Pont Mallio
- Porte Lombarde
- Porte Massara
- Bibliothèque Communale
- Théâtre Communal

### Torrione martiniano (donjon) - Soccorso coverto-rocca (forteresse) et Centre de sculpture contemporaine

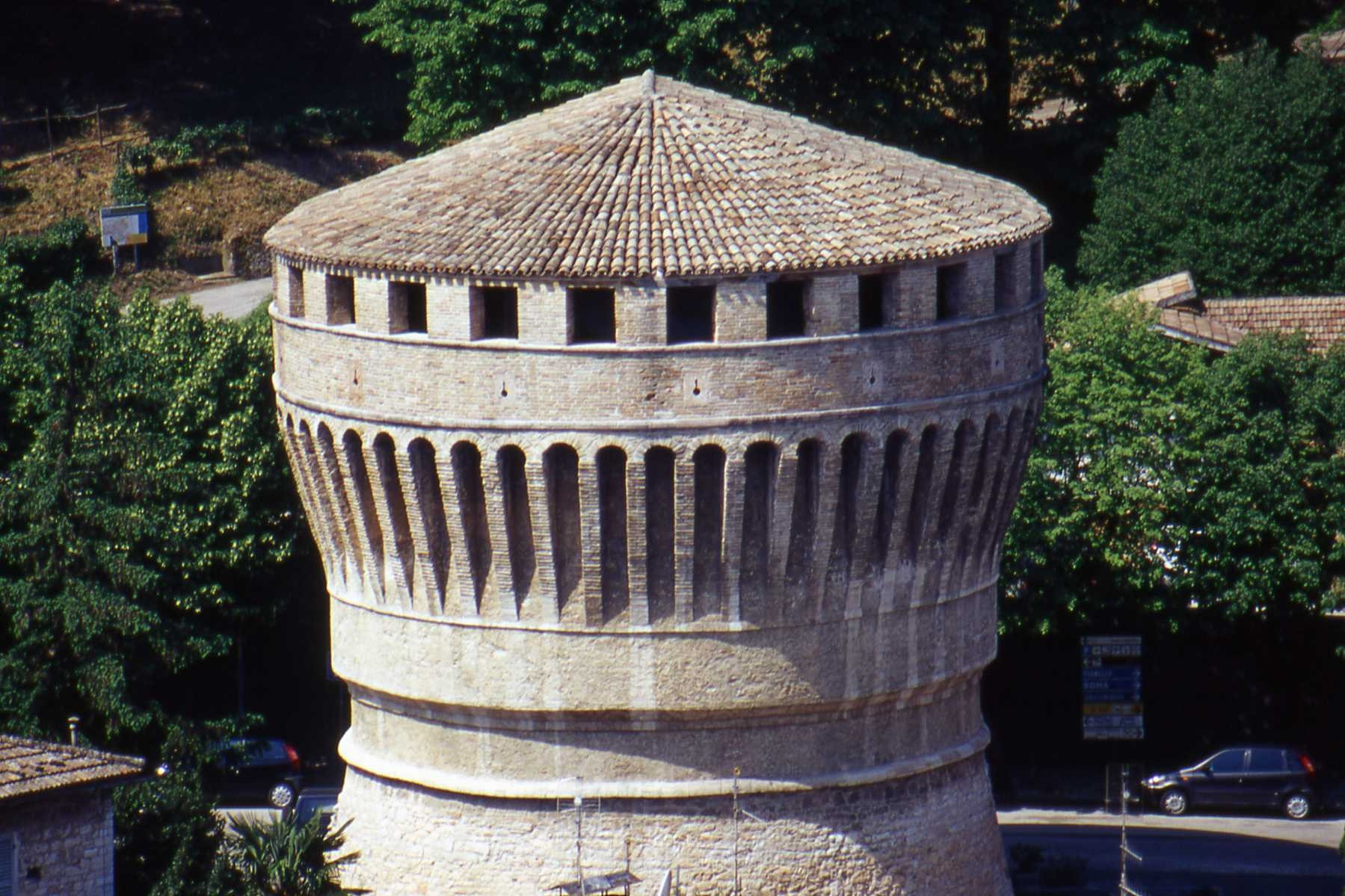
Le Torrione.

Construit en 1481, le complexe fortifié fut conçu, pour le Duc Federico da Montefeltro, par Francesco di Giorgio Martini. L’architecte dans son Traité cite en premier, parmi les six forteresses emblématiques, celle de Cagli avec une minutie de détails qui trahit une certaine complaisance. Le chemin secret dit soccorso coverto est suggestif, il relie le Donjon aux ruines imposantes de la Forteresse rhomboïdale (démantelée en 1502).  
La fortification appartient à la période féconde de transition lorsque des artistes de l’acabit de Francesco di Giorgio Martini expérimentèrent des solutions innovatrices pour faire face à l’emploi des armes à feu. 
Dans les salles (qui telle une sculpture semblent réalisées par soustraction de la matière) depuis 1989 le Centre de Sculpture Contemporaine a son siège, avec des œuvres réalisées ad hoc par des artistes de renommée internationale tels que: Alamagno, Coletta, Gastini, Icaro, Kounellis, Lorenzetti, Mattiacci, Nagasawa, Nunzio, Paolini, Porcari, Uncini, Zorio.

### Théâtre communal
Le Théâtre Communal se situe Piazza Niccolò IV.

En 1878 avec l'œuvre le Violon du Diable (composée pour l'occasion par Mercuri) débute l'activité de la troisième structure théâtrale citadine qui conserve la machinerie du théâtre ainsi que la dotation de décors et de coulisses de Girolamo Magnani: le scénographe préféré de Giuseppe Verdi. Construit sur un projet de Giovanni Santini (auteur des théâtres d’Orvieto et Narni) avec des modifications de Coriolomo Monti, l'édifice constitue l'apothéose du style éclectique et les décorations internes, œuvre d’Alessandro Venanzi surprennent autant par le faste de l'ensemble que par la qualité des détails. La voûte de la Salle (avec lampadaire de l'atelier de Francesco Pucci) porte les figures allégoriques des Arts libéraux. Pour le rideau Venanzi utilise le fait historique de 1162 avec Frédéric Barberousse campant aux alentours de la ville. 
Le Théâtre Communal, dans lequel a débuté Mario del Monaco, est l’une des clefs de voûte de l’activité de l’art du spectacle. Ici les compagnies préparent et répètent leurs spectacles qui sont ensuite joués dans les théâtres les plus importants d’Italie. Ainsi l’expérience du spectacle vivant et de l’art scénique remplit toute l’année la scène de Cagli et la ville entière.

### Palazzo Berardi Mochi-Zamperoli
Le Palazzo Berardi Mochi-Zamperoli se situe au 39 de la Via Imbriano Alessandri.

Ce palais monumental fut agrandi au début du XVIIe siècle sur dessin d’Anton Francesco Berardi. L’architecture du Palais a bénéficié au cours du XVIIIe siècle de l'influence d’un autre Berardi (Anton Francesco junior) élève de Fontana et travaillant aux côtés de Murena, proche collaborateur de Vanvitelli. 
Sous les salles décorées de fresques au cours du XVIIe siècle par des élèves de Barocci au rez-de-chaussée se trouve le Pôle Culturel d'Excellence avec des bibliothèques et des archives (en cours d’aménagement) tandis qu’au dernier étage se trouve le Centre de Documentation de la Sculpture (en cours d’aménagement) avec des dessins et des modèles de sculptures publiques d’artistes italiens du XXe siècle. À l’étage noble se succèdent durant l’année de nombreuses expositions d’art.

### Église Saint-François
L'église Saint-François se situe Piazza San Francesco.

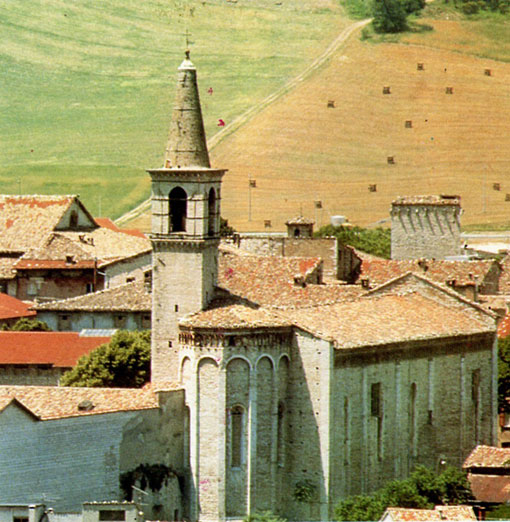
Chiesa San Francesco.

L’église, datant de 1234, est le pivot autour duquel en 1289 Cagli, avec la protection du premier pape franciscain, a été construite. 
Le portail de marbre avec architrave à emboîtement et colonnes torses et lancéolées (et la chouette stylisée en bas à gauche) date de 1348. 
À l'intérieur avec le démontage récent de la cuvette de l'abside du XIXe siècle on a découvert la cuvette médiévale située au-dessus avec le cycle de fresques datant des années 1340 (avec des influences du siennois Ambrogio Lorenzetti) considéré comme le chef-d'œuvre de Mello de Gubbio. 
En contre façade les deux fragments de fresques du XIVe siècle sont de l’entourage du Maître de  Montemartello. Sur les autels latéraux les œuvres les plus importantes sont en partant de la droite dans le sens contraire des aiguilles d’une montre: deux fragments de fresques encadrés, autrefois attribués à Antonio Alberti da Ferrara, alors qu'aujourd'hui ils sont attribués au Second Maître de l'Oratoire du Baptiste d'Urbino ; les miracles de la neige d’Ernst van Schayck (datable de 1617) et du jeune Gaetano Lapis (datée de 1730) ; le Crucifix processionnel en bois, d'école nordique, de la seconde moitié du XVe siècle ; le retable de Raffaellino del Colle (1540). À côté de l'orgue le plus ancien des Marches datant de la seconde moitié du XVIe siècle (attribué à Baldassarre Malamini) se trouve l'une des trois détrempes de Battaglini d'Imola de 1529.
Sur la place en face, la statue de bronze d'Angelo Celli, placée en 1959 devant les arcades de 1885 est du sculpteur Angelo Biancini.

### Église Sainte-Marie de la Miséricorde
L'église Sainte-Marie de la Miséricorde se situe Via Marconi.

C'est l'église de la confrérie du même nom qui en fit son siège depuis 1301. Le portail robuste, avec la porte d’entrée datée de 1537, est surmonté par la fresque de la Madonna della Misericordia (Sainte Vierge de la Miséricorde) du XVIe siècle. L'intérieur de la salle fut enrichi avec des fresques, dont il reste de grands fragments sur les murs pour en témoigner: le Martyre de Sainte Apollonie de 1455 est de l'artiste de Gubbio Jacopo Bedi tandis que les autres présentent des éléments ramenant à la source iconographique constituée par la basilique de Saint François d’Assise.
L'autel majeur, avec baldaquin du XVe siècle avec Les quatre évangélistes, souligne la niche avec le groupe polychrome de la Sainte Vierge de la Miséricorde. Sur les deux autels latéraux se trouvent les retables de Claudio Ridolfi estimés à 1625 et la prédelle avec le Massacre des Innocents de Girolamo Cialdieri de 1634.

### Église Saint-Ange mineur
L'église Saint-Ange mineur se situe Via Lapis.

Au-delà de logette surélevée de style XVe siècle (bien qu'accomplie en 1560) se trouve l’autel majeur élaboré datant de la première moitié du XVIIe siècle, en bois doré et laqué avec de grandes colonnes de Salomon et le tableau signé THIMOTHEI DE VITE URBINAT. OPUS représentant le Noli me tangere. Il s'agit de l'œuvre la plus importante de Timoteo Viti (élève de Francia) avec l'œuvre réalisée pour le mausolée des ducs d'Urbino. Le tableau avec une tonalité qui assume une profondeur étincelante avec des tons presque émaillés et des personnages à l'influence évidente de Raphaël est défini par Vittorio Sgarbi « un chef-d'œuvre sublime qui apparaît dans cet oratoire de petite taille comme une vision ». Cette œuvre de Viti (aux côtés de Raphaël lors d'importantes entreprises) a été datée par Cuppini Sassi de l'année 1504.

### Palais public et Musée archéologique

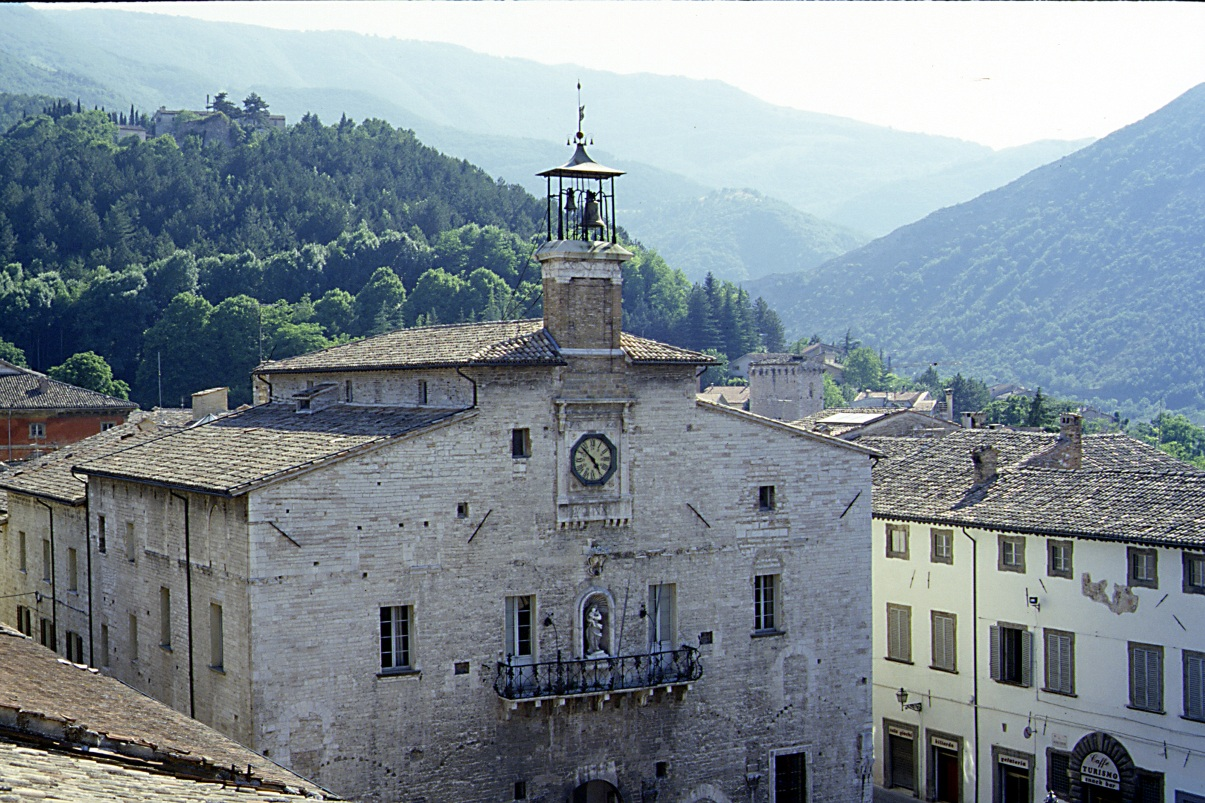
Le Palais communal.

Le Palais public et le Musée archéologique se situent au 1 de la Piazza Matteotti.

Piazza Matteotti, l'ancienne place Maggiore, est dominée par le Palais Public du XIIIe siècle érigé en tant que siège de la magistrature citadine. L'édifice, auquel fut unifié le Palais du Podestat (la façade monumentale donne sur Via Alessandri) fut donné en 1476 par la Mairie à Federico da Montefeltro qui commissionna les travaux de transformation en palais ducal (jamais achevés)  à Francesco di Giorgio Martini. De cette période datent : l'abaissement de l'entrée surélevée, la construction d'une loggia, dont il reste les piédouches et l'assise, et des salles voûtées du rez-de-chaussée. Sur le devant le champ de l'horloge de 1575 est l'œuvre des Finale tandis que la statue de la Vierge à l'Enfant de 1680 fut commissionnée à Venise. À côté de l’entrée dépouillée se trouvent trois unités de mesure (pied, brasse et canne) auxquelles est uni le tronc de colonne romaine (dit le quart de Cagli) situé à l'intérieur de la Salle du rez-de-chaussée. Ici sur la lunette du mur de fond se trouve la fresque, datable de 1536, de la Vierge à l'Enfant, Saint Michel Archange et Saint Geronzio attribué à Giovanni Dionigi. Dans la salle sont exposées (comme extension du Musée Archéologique) des pièces telles que : armoiries ducales (feltresques et roveresques) et communales (avec Saint Michel Archange) ainsi qu'un couple de dauphins raffinés. Depuis la Salle on accède (porte à gauche de l'entrée sur la place) aux « Oubliettes » du Palais avec des fragments de céramiques retrouvés durant les fouilles et des pièces de pierres médiévales telles que : un blason du podestat, des chapiteaux, une rosace, une décoration en enroulements et les « traversins » de l'aqueduc communal. 
Vers l'extérieur, ensuite, il faut noter dans la Salle du Conseil Général le passage obtenu au-dessous de la fresque, avec un portail du XVe siècle portant, en bas-relief, les symboles de Federico. De là on accède à la cour (avec au centre la sculpture Ordre cosmique de 1997 d’Eliseo Mattiacci) et au Musée Archéologique et de la Flaminia (en cours d'agrandissement) installé dans les espaces du palais du Podestat datant du XIIIe siècle.
Au centre de Piazza Matteotti se trouve la Fontaine exécutée en 1736 par Giovanni Fabbri sur un dessin d'Anton Francesco Berardi.

### Église Saint-Joseph
L'église Saint-Joseph se situe Via Leopardi.

L'église Saint Ange Majeur (chère à la magistrature citadine) a une voûte en tonneau ornée de stucs maniéristes. Les peintures de Cialdieri, reprises par Patanazzi, représentent des moments de la vie de Saint Joseph reliées aux personnages en haut-relief (rois, patriarches et personnages bibliques) qui, situés dans des niches, rythment l’espace. Au centre de la voûte se trouve la Charité à laquelle, parmi les télamons, s’unissent les autres vertus théologiques. Sur les deux autels latéraux de la seconde moitié du XVIe siècle, avec des ornements de pierre des Finale, se trouvent les statues en stuc de Saint Joseph et de Notre-Dame des Sept Douleurs. Sur l’autel majeur l'Archange Michel de Lapis daté de 1764, parmi les fresques du XVIIe siècle de Girolamo Cialdieri.

### Basilique Cathédrale

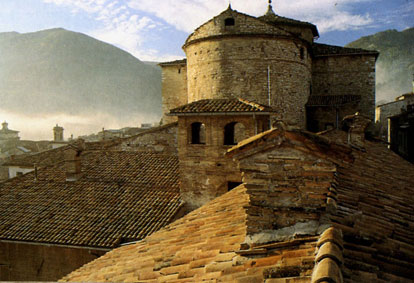
Scorcio Cattedrale.

La Basilique Cathédrale se trouve Via Fonte del Duomo.

Elle fut redessinée, au cours d'un siècle, à partir de 1646. Le portail gothique de la structure médiévale sur le côté gauche date de 1424 et est l'œuvre de mastro Antonio fils de mastro Cristoforo de Cagli avec peinture du XVIIe siècle de Lodovico Viviani d'Urbino. À la suite du tremblement de terre de 1781, la coupole haute de Pietro Giacomo Patriarca est remplacée par la cuvette d'aujourd'hui. Sur un dessin de 1790 de Giovanni Antinori est réalisée également l’édicule orthogonale en briques du clocher. Les œuvres principales sont: dans la nef droite les retables de Gaetano Lapis de 1758 (2e chapelle) et de Sebastiano Conca de 1720 (3e chapelle) ; dans le transept, Les Saints Protecteurs de Luigi Garzi de 1704 et la Vierge à l'Enfant, Saint Pierre et Saint Jean Baptiste commissionnée en 1695 par les Medicis de Florence à un Nasini ; dans la Chapelle du Saint Sacrement les deux toiles de Gaetano Lapis de 1754 et 1756 ; dans la nef gauche l'Annonciation de l'Atelier de Barocci, le fragment de fresque du XVIe siècle de l'Immaculée Conception attribué à Giuliano Persciutti de Fano (mais peut-être de Dionigi de Cagli) avec dans le tympan de l’autel le Père Eternel datant du XVIIe siècle de l’artiste local Giambattista Gambarini. L’orgue est de Nicola Morettini et date de 1889.

### Église Saint-Dominique
L'Église Saint Dominique se situe Via Lapis.
Édifiée par les Celestini après le transfert de la ville en 1289, elle se présente avec le portail de la façade de 1483, l'abside de 1655 et le clocher de 1654. À l'intérieur de la salle les œuvres principales (à gauche) sont de Giovanni Santi (père de Raphaël. Le monument funéraire de 1481 avec la fresque du Christ dans le Sarcophage entre Saint Jérôme et Saint Bonaventure et la célèbre Chapelle Tiranni considérée comme son chef-d’œuvre. Exécutée au début des années 1490, l'œuvre présente, à côté du trône de la Sainte Vierge, un ange qui tourne son regard au-delà de la scène, et qui serait le portrait de Raphaël enfant, tandis que le visage de Saint Jean Baptiste coïnciderait avec l’autoportrait du Peintre. Raphaël cite les deux œuvres paternelles dans ses travaux de jeunesse. 
De l’autre côté de l'autel dans une niche se trouve l' Annonciation du XVIe siècle autrefois attribuée à Girolamo Genga et récemment à Timoteo Viti pour la scène de l'annonce. À côté se trouve la Présentation au Temple de Gaetano Lapis. Des fresques du XIVe siècle affleurent sous la couche d'enduit de 1576. Dans la vaste crypte (escalier sur le côté de la Chapelle Tiranni) se trouve le cycle de fresques d'Antonio Viviani (1560 - 1629).

### Pont Mallio
Le Pont Mallio, qui se trouve sur la Via Flaminia, est un superbe ouvrage, d'époque républicaine ; il se présente comme une des œuvres romaines les plus imposantes parmi celles qui existent le long du tracé de la route consulaire Flaminia datant de 220 av. J.-C. Techniquement, le pont a été construit au moyen de la superposition à sec de grands blocs (également supérieurs au mètre cube) en breccione (blocaille), localement connue comme pietra grigna. Les parements en voussoir de pierre cornaline remontent à une intervention successive de restauration qui pourrait avoir eu lieu au début de l’époque impériale.

## Manifestations principales

### Distinti Salumi
À la fin du  mois d’avril a lieu la manifestation appelée Distinti Salumi, le Festival National de la Charcuterie qui fait de Cagli le Centre de l'offre nationale des charcuteries de qualité imprégnées de culture de la civilisation des terres italiennes. Cagli  est aujourd'hui reconnue comme marché national de la charcuterie de qualité et est candidate pour devenir le chef de file dans l'élevage en plein air d’un porc autochtone pour la production de viandes de qualité pour la consommation fraîche et la production de saucisses et saucissons.

### Procession du Christ Mort
Pâques atteint des niveaux particulièrement poignants durant la journée de Vendredi saint.  La procession en fin d’après-midi, après la déposition à la Basilique, se conclut en face de l’église  Saint-Joseph avec les deux groupes face à face de Notre-Dame des Sept Douleurs et du Christ. Le soir les quatre cents frères, pieds nus et encapuchonnés, de cinq confréries différentes donnent vie au cortège religieux qui depuis le XVIe siècle précède le char avec le Christ voilé. 
Procession du Corpus Domini et Octave
Avec une coutume ininterrompue depuis le XVe siècle la pitié populaire des citoyens et des fidèles s'exprime avec la distribution de fleurs de par les rues de la ville pour le passage du célébrant qui, entouré par la Confrérie du Saint-Sacrement, porte l’ostensoir avec l’hostie bénie sous le baldaquin.

### Palio historique Jeu de l'Oie
Le sectarisme entre les Quartiers historiques crée un climat de dispute dont la plus ancienne remonte à 1543. La Vigile (2e samedi du mois d’août), avec l'adoubement des capitaines et le don de l'huile au patron, se poursuit le soir dans les Quartiers où l'on se rencontre pour prendre les augures avec les mets de la tradition. Le jour du Palio (2e dimanche d'août) le Magistrat précédé par le cortège montre l'oie mise en jeu. Les joueurs de dés ont pour rôle de faire déplacer les pages marqueurs de leur Quartiers respectifs sur un parcours de 54 cases. Les pages joueurs ont eux la tâche d’engager des compétitions qui en cas de défaites comportent la rétrocession. Le soir, on fête ou bien on se console dans les quatre Tavernes de Quartier.

## Administration
| Période                                  | Période  | Identité      | Étiquette    | Qualité |
| ---------------------------------------- | -------- | ------------- | ------------ | ------- |
| 14 juin 2004                             | En cours | Domenico Papi | Città Aperta |         |
| Les données manquantes sont à compléter. |          |               |              |         |

### Hameaux
Abbadia di Naro, Acquaviva, Ca' Bargello, Cerreto, Foci, Massa, Moira, Paravento, Pianello, Pieia, Secchiano, Smirra

### Communes limitrophes
Acqualagna, Apecchio, Cantiano, Fermignano, Fossombrone, Frontone, Gubbio, Pergola, Pietralunga, Piobbico, Urbania

## Personnalités liées à la commune
- Dionigi Atanagi
- Bernardo de Berardi
- Angelo Celli (1857-1914), médecin et zoologiste qui étudia la malaria.
- Edoardo Giorgetti
- Jean Saziari
- Gaetano Lapis